# Braicău, Dondușeni
Braicău este un sat din cadrul comunei Sudarca din raionul Dondușeni, Republica Moldova.

## Așezare
Satul Braicău se află  la nordul Republicii Moldova în raionul Dondușeni, la distanța de 225 km de orașul Chișinău și la 16 km distanță de calea ferată și centrul raional Dondușeni. Satul împreuna cu moșiile sale ocupă o suprafața de 1100 ha. Braicăul se învecinează la nord cu satul Moșeni, la sud cu satul Boroseni si Horodiște, la est cu satul Sudarca și la vest cu satul Elizavetovca. Satul Braicău face parte din comuna Sudarca și ambele localități sunt locuite de români-moldoveni.

## Demografie
Locuitorii satelor megieșe  Boroseni, Elizavetovca și Moșeni  sunt ucraineni – moldovenizați, iar Horodiște și Sudarca sunt locuite de români-moldoveni.
Structura etnică a satului Braicău conform recensământului populației din 2004:
| Grup etnic         | Populație | % Procentaj |
| ------------------ | --------- | ----------- |
| Moldoveni / Români | 491       | 95,53%      |
| Ucraineni          | 16        | 3,11%       |
| Ruși               | 7         | 1,36%       |
| Total              | 514       | 100%        |

## Istorie

### Perioada Dominației Otomane
PRIMA ATESTARE documentară a satului Braicău e considerată data de 25 decembrie 1630, când domnitorul Moise Movilă îi întărește postelnicului Enache ,,o bucată de pământ în ținutul Soroca, între hotarele satului Moșeni, Vălcineț-Nistru, Traian-Soroca, Fântâna Babinei, Valea Căinari, Fântâna Bulboacăi, Prisaca lui Braica și Arionești”. Primul locuitor oficial al satului a fost prisăcarul Braica. (Catalogul Documentelor Moldovenești, din Arhiva Centrală a Statului). În diferite registre și documente satul e scris diferit: „Braicăul”; „Braicov”; „Braicovo”; „Braicovo”.
DESCRIEREA ISTORICO-GEOGRAFICĂ a satului e însemnată la înc. sec. XX: ,,Braicăul, sat din județul Soroca, volostea Otaci, așezat într-un hârtop din vale, între satele Moșeni și Sudarca. Dealul dinspre nord are 126 de stânjeni deasupra nivelului mării. Are o populație de 828 de suflete. În sat este biserica cu hramul Sf. Nicolai. La nord de sat se începe Valea Braicăului și merge în direcția sud-est, până la Valea Căinari... pe partea dreaptă să află satul Braicău, iar întreaga coasta stângă e acoperită de păduri" (Zamfir Arbore, Dicționarul geografic al Basarabiei). La vest de sat se află "Dealul Mare" (Hatra topografică românească, 1939).
ADMINISTRAȚIA ȘI MUNCA. Cât privește viața țăranilor în secolele XVIII-XIX, Braicăul a fost sat mănăstiresc ce, împreună cu moșiile sale, la 1741, aparținea de mănăstirea Sfântul Sava din Iași (Documente privind relațiile agrare în sec. XIX, în Moldova). La 1772-1773, satul Braicău, ținutul Soroca, avea un om scutit de biruri pe, numele Nicolai, care era voluntar în detașamentul căpitanului Rudi, iar satul aparținea de 
mănăstirea Sucevița și avea 13 gospodării.      
```
                  
```

### Perioada Rusiei Țariste
După trecerea acestei părți de Moldovă, de sub Imperiul Otoman, sub Imperiul Rus, la 1812, și mai ales în perioada de pregătire și înfăptuire a reformei țărănești, în gubernia Basarabia se înăspresc contradicțiile de clasă. Așadar, la înc. sec. XIX, țăranii din satul Braicău l-au bătut pe vechilul moșiei, care era crunt cu țăranii, silindu-i la munci grele. Conform recensământului din anul 1817, satul Braicău făcea parte din "Ocolul Câmpului de Sus"; în localitate erau: ,,1 preot, 1 dascăl, 41 gospodării, 5 văduve, 10 birnici, în total 54 de bărbați și 60 de femei". Moșia satului aparținea mănăstirii Pângărați.

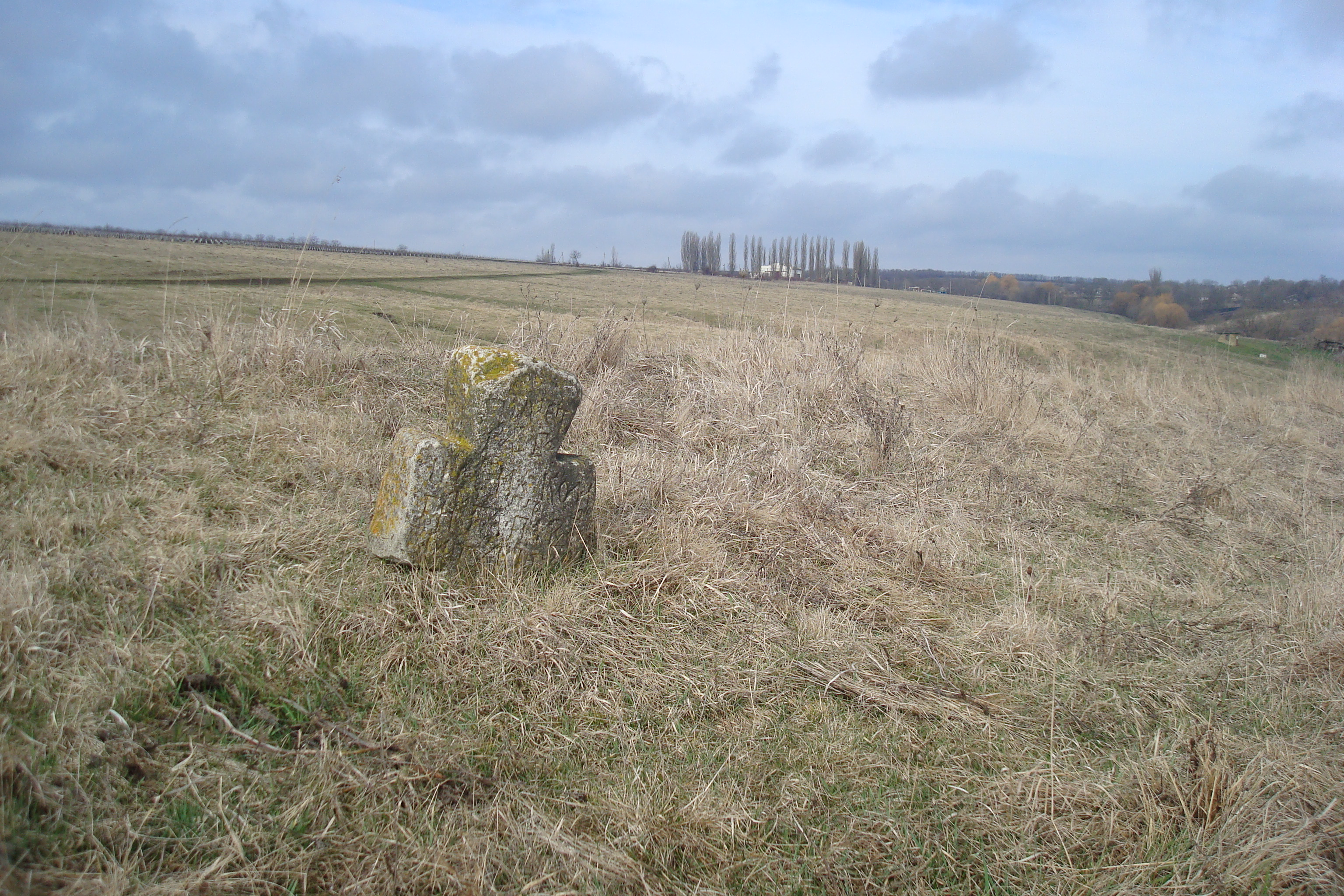
Mormântul victimelor epidemiei de ciumă 1819

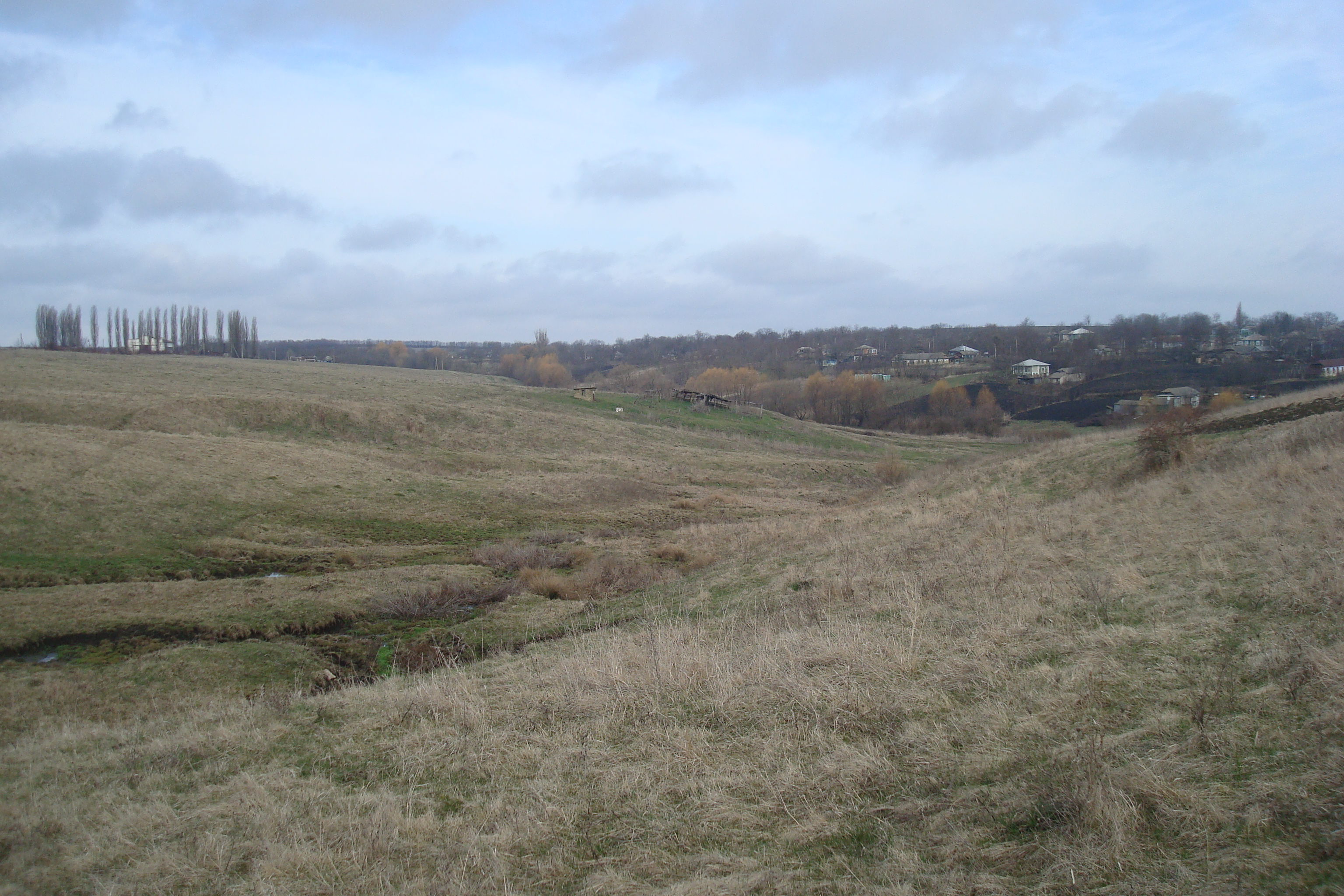
Valea lui Adam

EPIDEMIA DE CIUMĂ care, după mărturia bătrânilor, ar fi fost adusă de o cucoană ce venise din Franța, a nimicit practic Braicăul pe la înc. sec. XIX, mai exact, la 1819. Mormântul comun, unde au fost înmormântați cei omorâți de ciumă, este în "Valea lui Adam". Mormântul e lung de 35m și lat de 5m, iar ce e săpat pe crucea de piatră, în slavonă, se tâlcuiește cam așa: ,,Aici odihnesc robii Dumnezeului nostru, Care pe drept a bătut cu ciumă și acea nimicire" - pe o parte și: ,,Iartă-i și odihnește-i", precum și anul neclar - pe altă parte. Din tot satul, numai patru familii au rămas în viață, printre care și familia lui Cioclea. 
Măsurile de precauție și combatere erau foarte severe și chiar dure; de morți nu se atingea nimeni, satul a fost ars cu foc și dezinfectat cu var. 
Satul vechi, de până la epidemia de ciumă, era peste Valea lui Adam, adică spre Boroseni și Elizavetovca, apoi, la 1823, apare satul nou, pe locul așezării actuale. În 1829 se construiește biserica nouă din lemn, cu hramul Sfântul Ierarh Nicolaie, a cărei rămășițe se mai păstrează. Biserica din piatră de Cosăuți, urmează a fi construită tocmai la înc. sec. XX. În a doua jum. a sec. XIX o moară de vânt era la est de mormântul victimelor, la sud de satul ce se întindea din „Valea Braicăului”, spre vest, până un pic mai sus de biserică (Planul lui Schubert, 1868-1893, f. 27-6). Satul Braicău avea, la 14 august, 1830, 40 de gospodării, iar moșia aparținea mitropoliei Ieșilor. Deși munca și sărăcia erau mari, natalitatea creștea. În 1866, în sat au fost 38 născuți și 15 decedați, inclusiv 2 - de holeră, maladie, care în acele vremuri făcea ravagii, mai ales, în rândul populației rurale. În 1872 bilanțul natural era de 70 născuți la 17 decedați; în 1889 satul Braicău avea 371 de locuitori, iar în 1904 erau 828 locuitori, 560 vite mari cornute. Oficiul poștal și punctul medical era la 17 verste depărtare, la Otaci, unde unii țărani din sat făceau negustorie. Moșierul și negustorul din Braicău, Grig. Slanovschi, ajunge deputat în Sfatul Țării, la 31 ani. 
ÎNVĂȚĂMÂNTUL. În 1862 apare școala parohială de pe lângă biserică. La înc. sec. XX, după desființarea școlii parohiale, ce a lucrat sub grija mănăstirii de care asculta satul, se planifică construcția unei „școli de zemstvă”. În 1905, în sat erau 40 de copii, de la 8 până la 12 ani. Astfel, în anul 1909, se construiește prima școală, avându-l ca învățător pe Ivan Didâc. În acest prim an de învățământ satul avea 93 de case. În 1911 la școală învățau 60 de elevi, iar în anul următor - 83. În 1912, în școală se deschide și o mică bibliotecă ce avea 28 de cărți.

### Perioada Regatului Român
Instituția funciară "Casa Noastră” împroprietărește, în 1922, cu 580 ha de pământ 151 de țărani săraci. În anul următor, în 168 de case locuiau 656 de oameni - 308 bărbați și 348 femei, satul are primărie, școală primară, o biserică  din lemn, 2 cârciumi, printre care, una - la Nicolaie Banari (Dicționarul statistic al Basarabiei). La 1933 în sat locuiau 745 de oameni, iar la 10 noiembrie 1940, localitatea avea 778 locuitori, dintre care - 749 de români, 24 ucraineni, și alte etnii.

### Al Doilea Război Mondial
Războiul vine peste Braicău cu multe nenorociri și dureri. Din sat au fost mobilizați pe front majoritatea bărbaților de vârsta de la 18 până la 60 de ani. Printre eroii care nu s-au întors de pe front sunt pomeniți: „Iacob Croitoru, Vasile A.Brăguță, Mihail Chiviniuc, Alexei Gordiciuc, Vasile I.Brăguță, Nicolaie Miron, Vladimir Chiviniuc, Gheorghe Târnavschi, Mihail Țâbuleac, Simion Vladiuc” și alți eroi.   

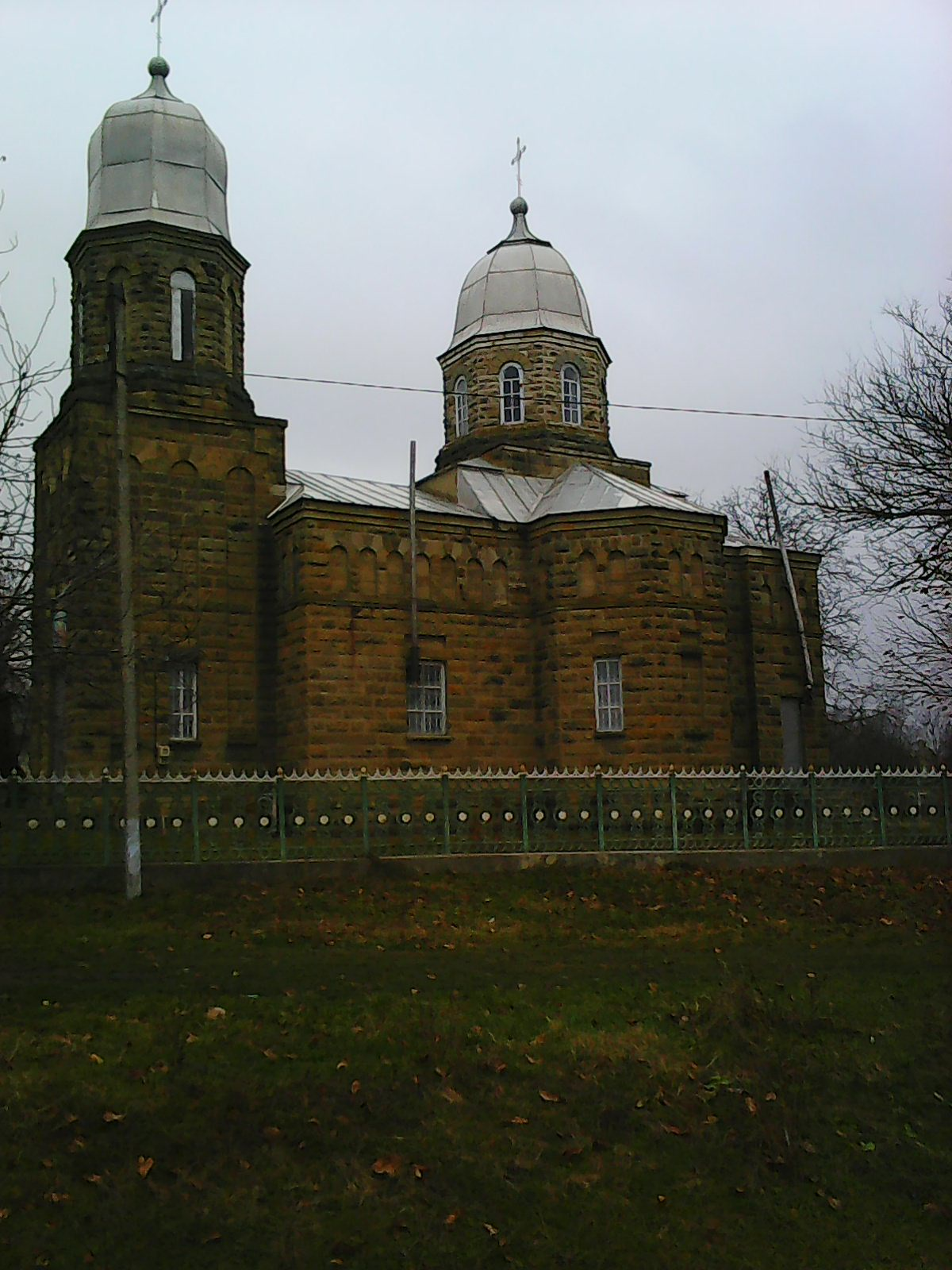
Biserica din piatra cu Hramul Sf. Ierarh Nicolaie, contemporana

### Perioada Sovetică
Foametea din 1946-1947 a afectat și locuitorii din satul Braicău. Mai târziu, în anul 1949, din sat au fost deportați în Siberia următorii gospodari: „Mircea Slanovschi cu familia și Toadere Slanovschi cu familia...”, care revin în sat abia după moartea lui Stalin, după anul 1953. Astfel, la 1 august 1949, satul a rămas cu 714 oameni: 697 moldoveni, 11 ucraineni, 3 ruși, și alte etnii. Tot în anul 1949, în Braicău are loc procesul de colectivizare și se formează colhozul "1 Mai", în frunte cu președintele Petru Babin. Între anii 1952-1989 satul Braicău a fost inclus în colhozul "Comunist" din comuna Sudarca. La sfârșitul secolului XX, satul Braicău avea școală primară, bibliotecă, grădiniță de copii, cămin cultural cu instalație de cinema, poștă, punct medical, magazin... . Biserica Sf. Nicolai a fost închisă în această perioadă, creștinii fiind nevoiți să meargă la Sudarca.

### După declarația Independenței
La recensământul din anul 1989, în satul Braicău locuiau 589 de locuitori. La începutul anilor 2000 în satul Braicău erau 261 de gospodării cu 573 de suflete.

## Fotografii istorice și contemporane

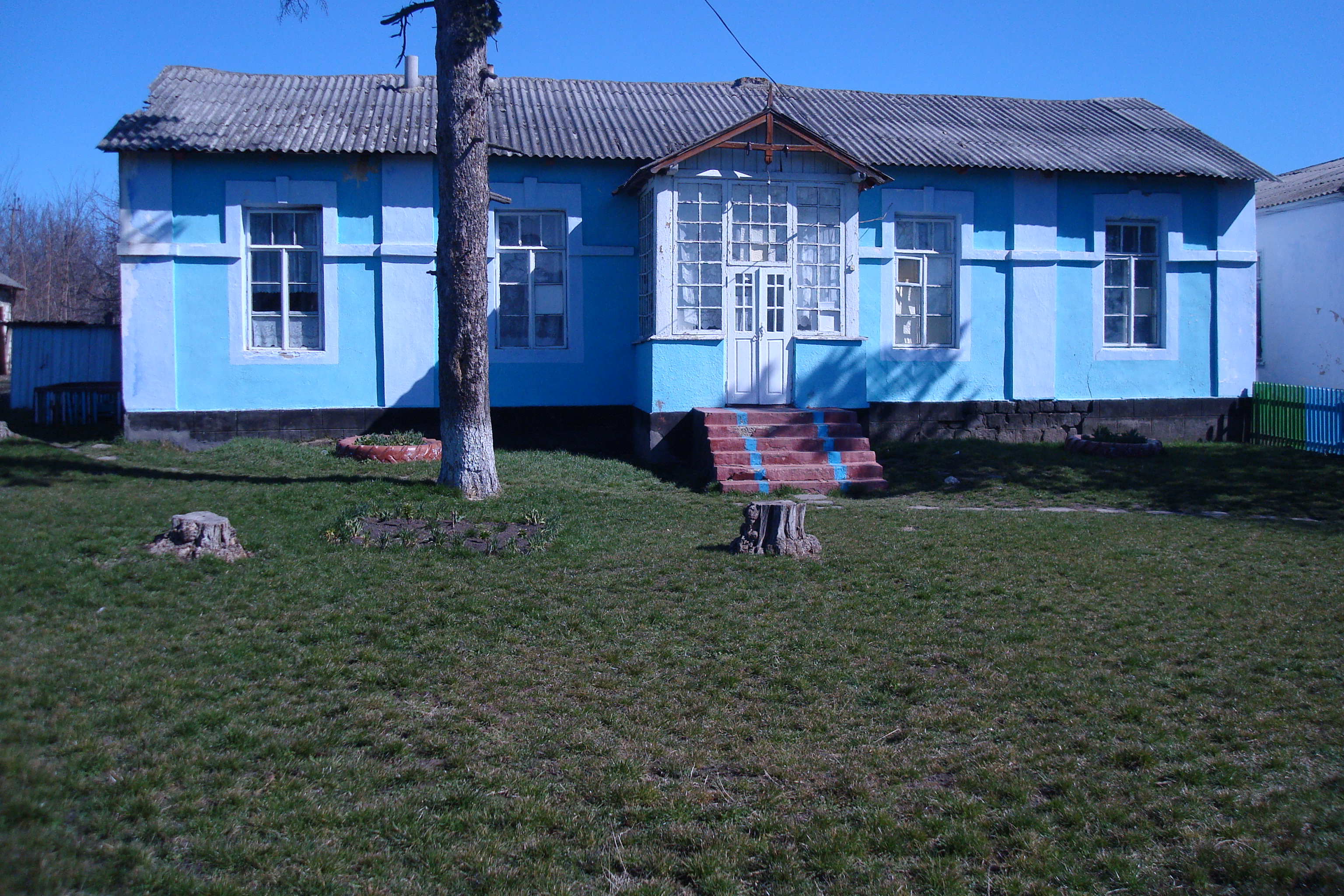
Gradinița de copii, Satul Braicău, Dondușeni

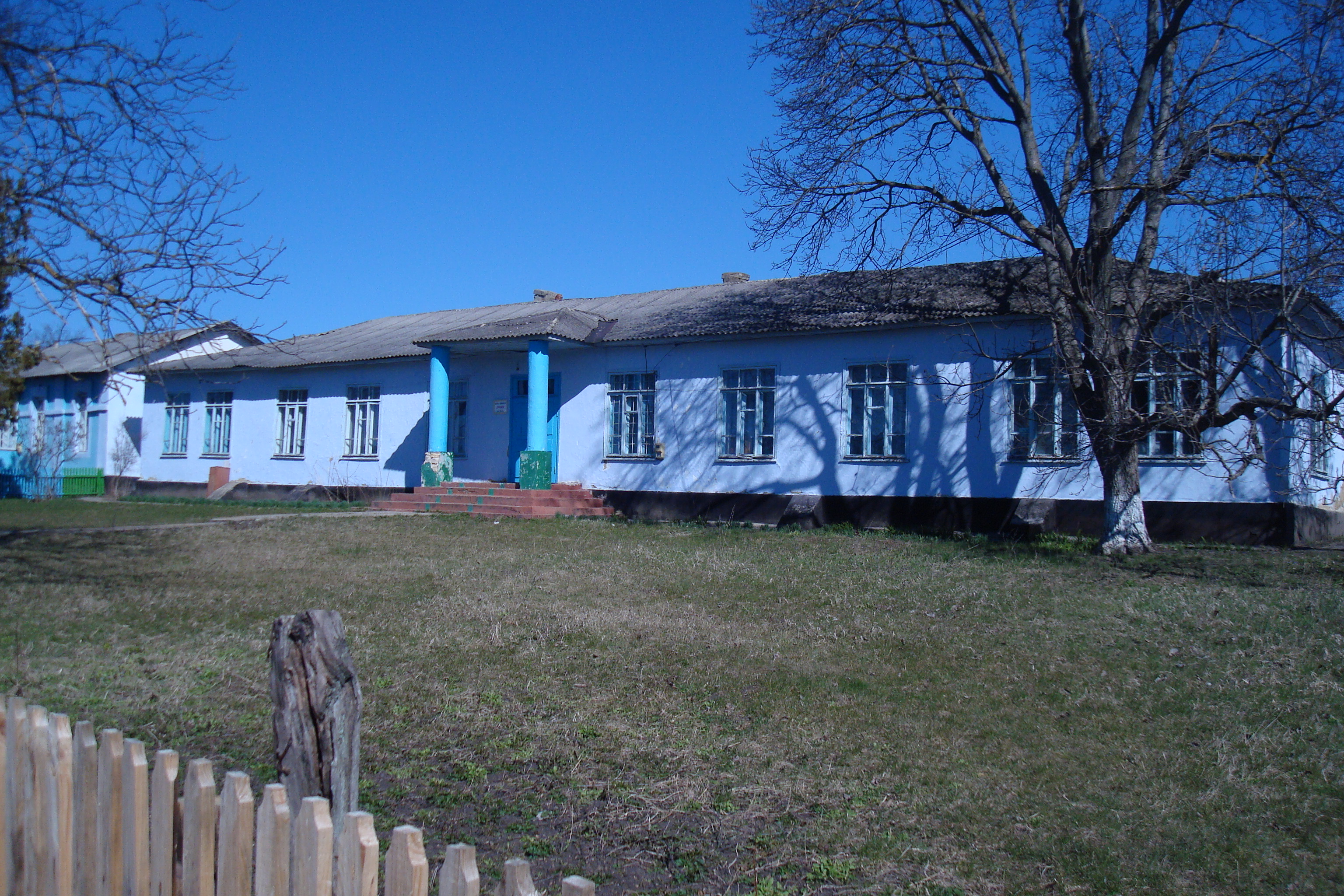
Scoala primara din satul Baricău, Dondușeni

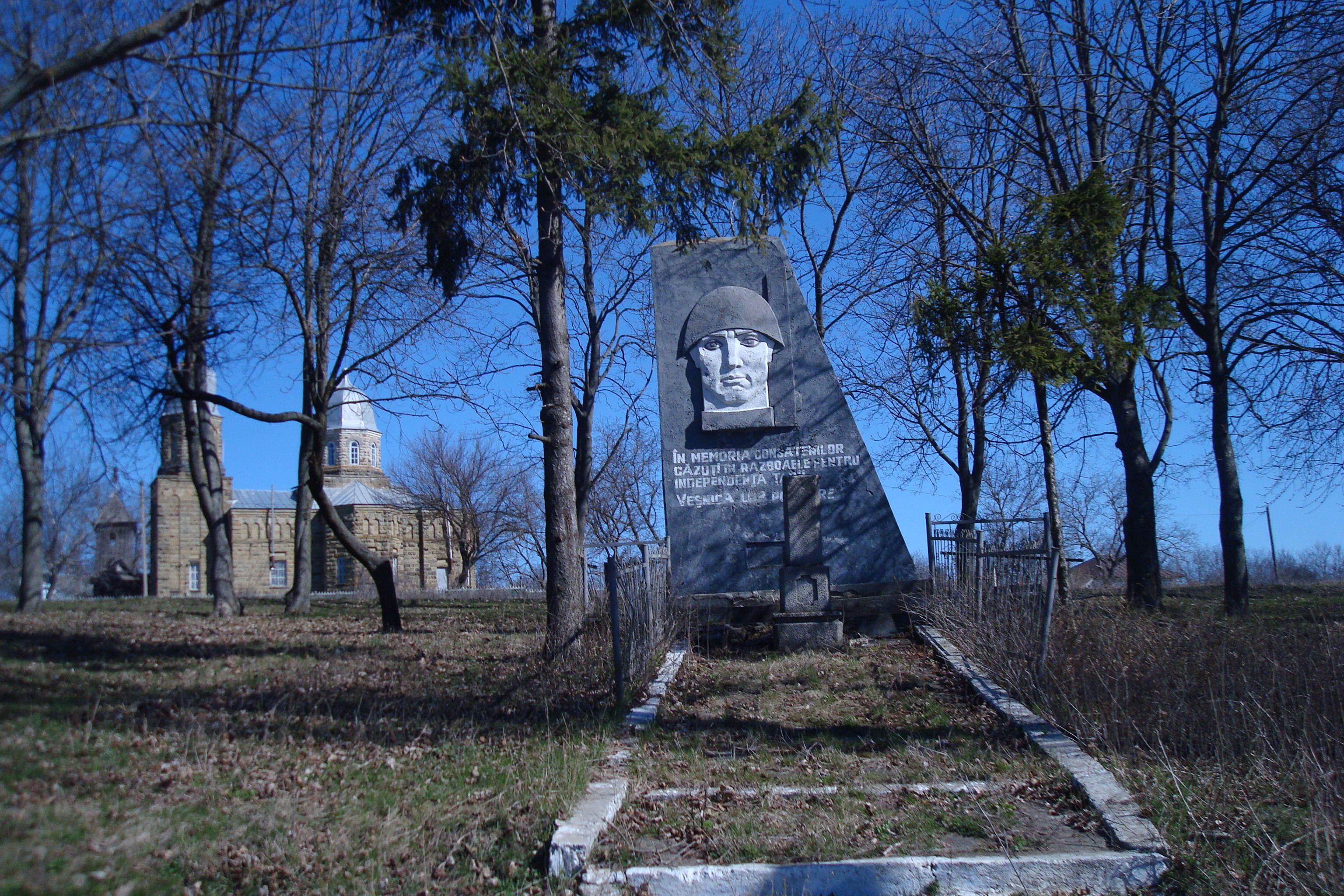
Monumentul în memoria consătenilor căzuți pentru Independenta Patriei

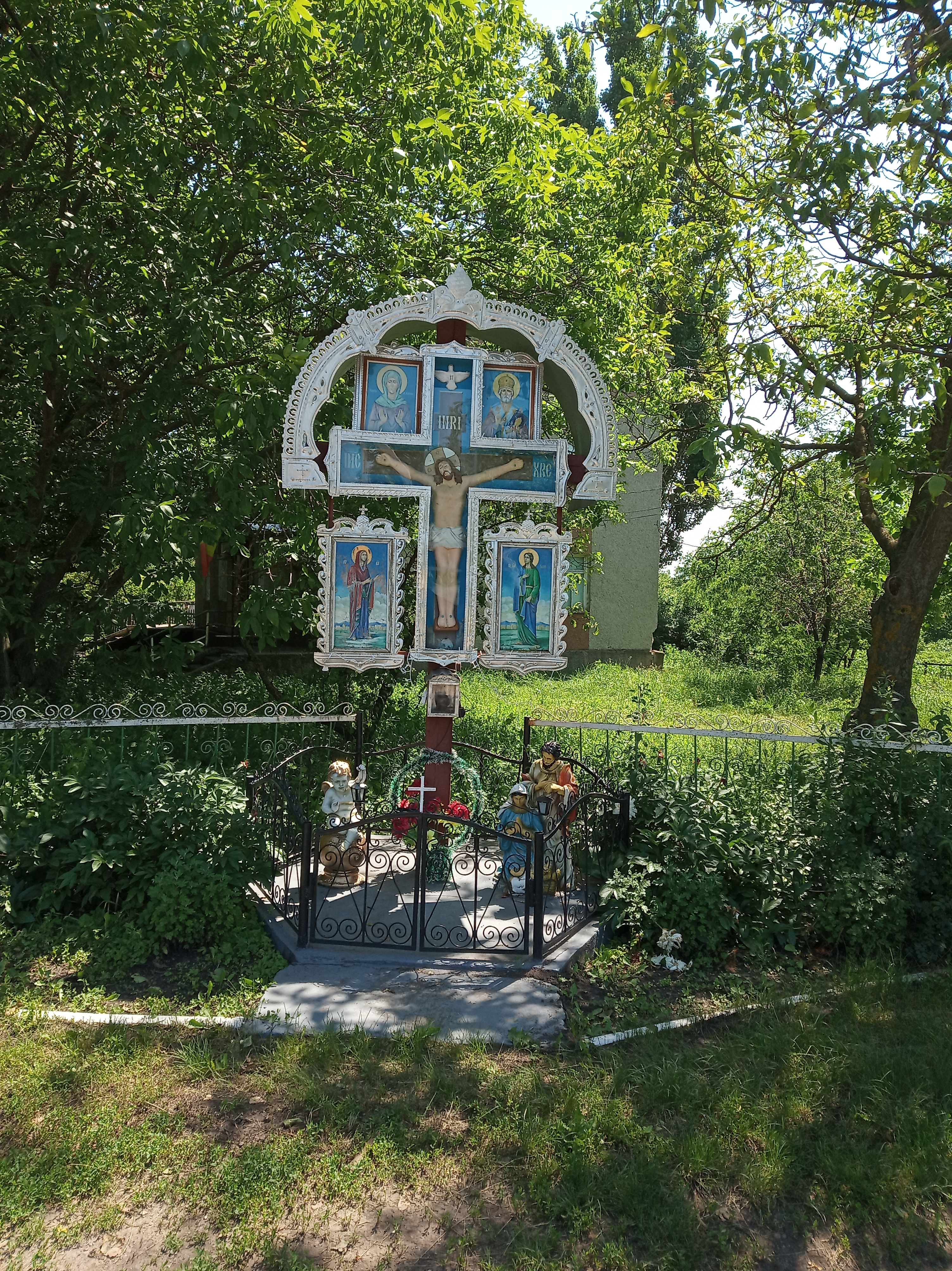
Rastignirea din Braicau